# Arati Prabhakar
Arati Prabhakar (Újdelhi, 1959. február 2. –) amerikai mérnök, aki 2022. október 3. óta az elnök tudományos és technológiai tanácsadója. Korábban a DARPA amerikai védelmi kutató intézet igazgatója volt, 2012 és 2017 között. Az Actuate nonprofit szervezet alapítója és vezérigazgatója.

## Élete
Amikor három éves volt, családja Indiából az Egyesült Államokba költözött.
1979-ben szerzett villamosmérnöki Baccalaureust a Texas Tech University-n Lubbockban. 1980-ban villamosmérnöki mester fokozatot szerzett.
1984-ben doktorált alkalmazott fizikából a Kaliforniai Műszaki Egyetemen.
1993 és 1997 között az első nő volt, aki a National Institute of Standards and Technology igazgatója lett.